# 于冲漢
于 冲漢（う ちゅうかん）は、中華民国、満州国の政治家。北京政府、奉天派の政治家で、後に満州国に参加した。字は雲章。別号は逸園。子は于静遠。

## 事績
清末の秀才。1891年（光緒18年）、県丞と直隷総督衙門文案に就任する。その後、日本に渡り、東京外国語学校で中国語講師をつとめた。1904年（光緒31年）の日露戦争後に、弁理遼陽西部巡警事宜・遼陽交渉局局長に就任した。1910年（宣統2年）、長春道台衙門幇弁となる。翌年、奉天交渉司随弁となり、さらに遼陽の知州もつとめた。
中華民国成立の1912年（民国元年）4月15日、外交部特派奉天交渉員に任ぜられ、同年中に奉天巡按使署外交顧問も兼ねている。また、張作霖率いる第27師総文案として、その外交顧問もつとめた。1920年（民国9年）、奉天官銀号総弁・東三省巡按使署総参議に任ぜられている。同年8月、国務院参議となり、11月には、張の命により日本へ特使として赴いた。このほか、遼陽電燈公司総経理や鞍山鉄鉱公司振興公司総弁にも就任している。
1922年（民国11年）、東三省保安総司令部総参議となる。1925年（民国14年）、東三省特別区行政長官に昇進した。翌年、中東鉄路督弁に転じる。1927年（民国16年）、辞職した。1928年（民国17年）、東三省保安総司令部参議となっている。張作霖の下での于冲漢は、王永江亡き後において袁金鎧とともに奉天文治派の双璧と称された。しかし、張学良が後継してからは、旧派として疎外され政治的影響力を失っていく。
1931年（民国20年）に満州事変（九・一八事変）が勃発すると、于冲漢は関東軍の支持により、奉天地方維持委員会副委員長兼奉天地方自治指導部部長に任ぜられる。于は、特に後者の地位において、満州国建国の理念を宣伝することにつとめた。後に石原莞爾は、于を満州国「建国の最高の功労者」として絶賛している。それは、于が絶対保境安民・不養兵主義という理念を掲げたことが、国民政府との断絶や満州国建国をなす上で大きな武器となったためであった。
1932年（大同元年）3月9日、満州国が正式に成立すると、翌10日、于冲漢は初代監察院院長に就任している。同年11月12日、大連にて病没。享年62。

## 注
1. 1 2 3 4 5  徐主編（2007）、28頁。
2. ↑  『政府公報』第338号、1912年（民国元年）4月16日。
3. ↑  山室（2004）、85頁
4. ↑  于冲漢の満州国建国時における詳細な活動・理念については、山室（2004）、82-91、103-104頁を参照。
5. ↑  「満州政府の閣員 昨日正式に発表」『東京朝日新聞』昭和7年（1932年）3月11日。